# Parchi nazionali nel mondo

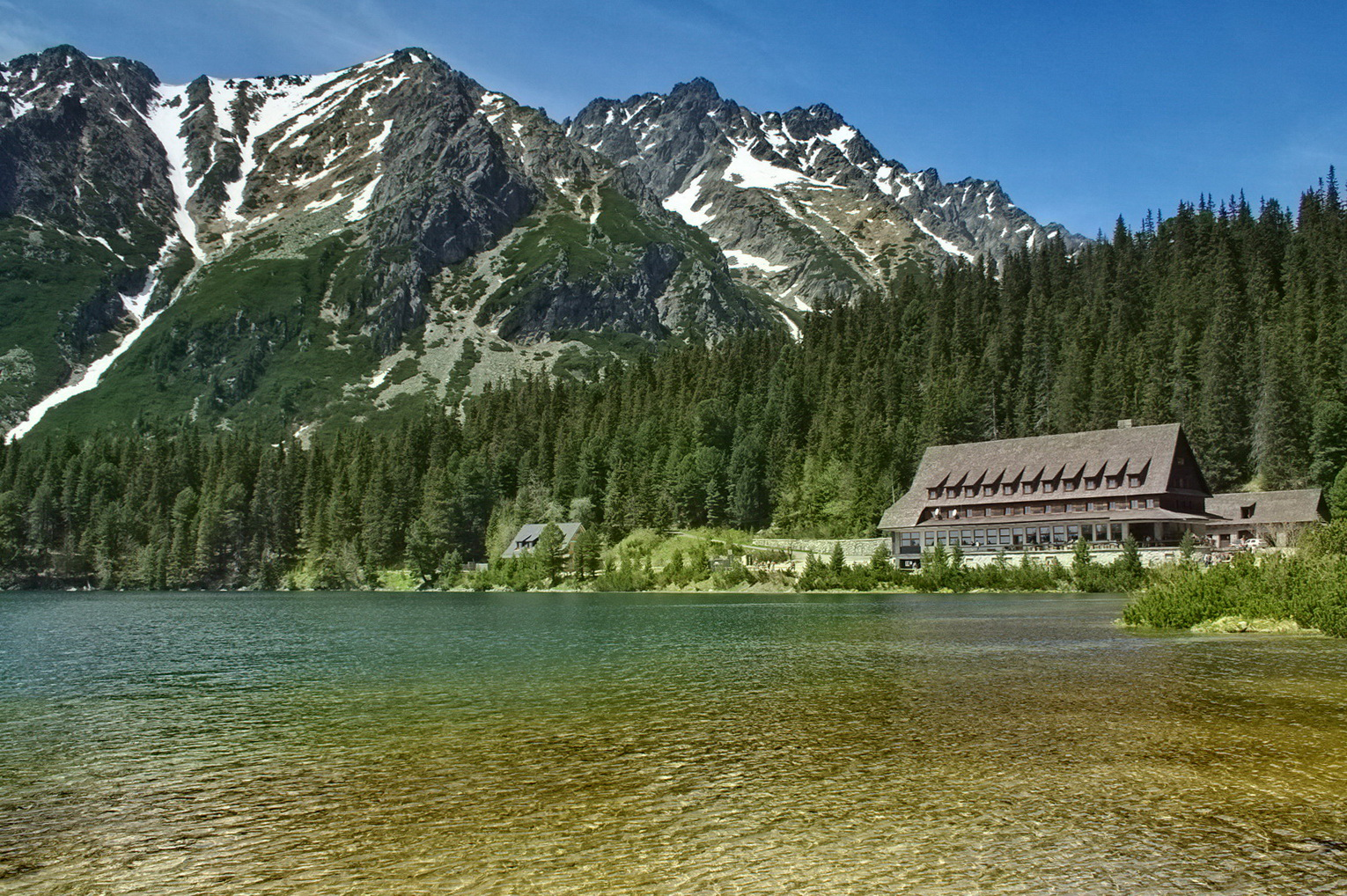
Lago Popradské pleso nel Parco nazionale dei Tatra, Slovacchia.

I parchi nazionali, così come definiti dalla Unione internazionale per la conservazione della natura (IUCN) e dalla Commissione mondiale sulle aree protette (WCPA) sono presenti in circa un centinaio di paesi nel mondo.
Molte aree protette utilizzano nella loro denominazione ufficiale il termine "parco nazionale", sebbene rientrino in categorie IUCN/WCPA di aree diverse da quelle della "categoria IUCN II - parco nazionale". È il caso, ad esempio, del Parco Nazionale Svizzero, in Svizzera, che rientrando nella categoria "IUCN Ia" è considerato come "Riserva Naturale Integrale" nella classificazione internazionale; allo stesso modo il Parco nazionale della Foresta Nuova, nel Regno Unito, rientra nella categoria "IUCN V" (Paesaggio Protetto). 
In molti paesi, tra cui Indonesia, Paesi Bassi e Regno Unito, le aree denominate "parchi nazionali" non aderiscono alla relativa definizione IUCN-II; al contrario, vi sono altre aree che, pur rientrando nella categoria IUCN-II, non sono designati ufficialmente come parchi nazionali (ad esempio, la riserva naturale di De Hoop in Sudafrica e l'area di protezione della fauna nazionale di Utonaiko in Giappone).

## Africa

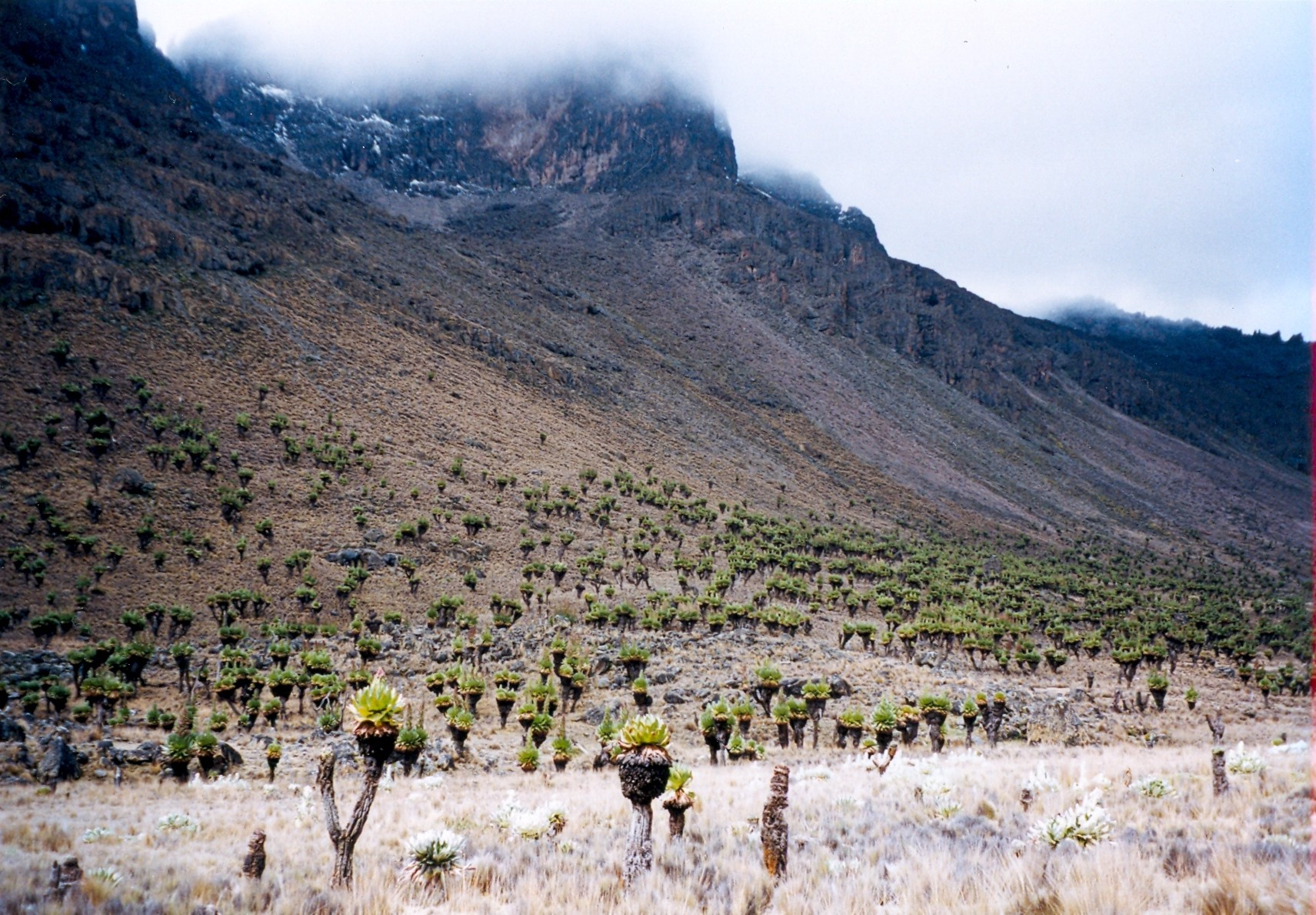
Parco nazionale del Monte Kenya, Kenya

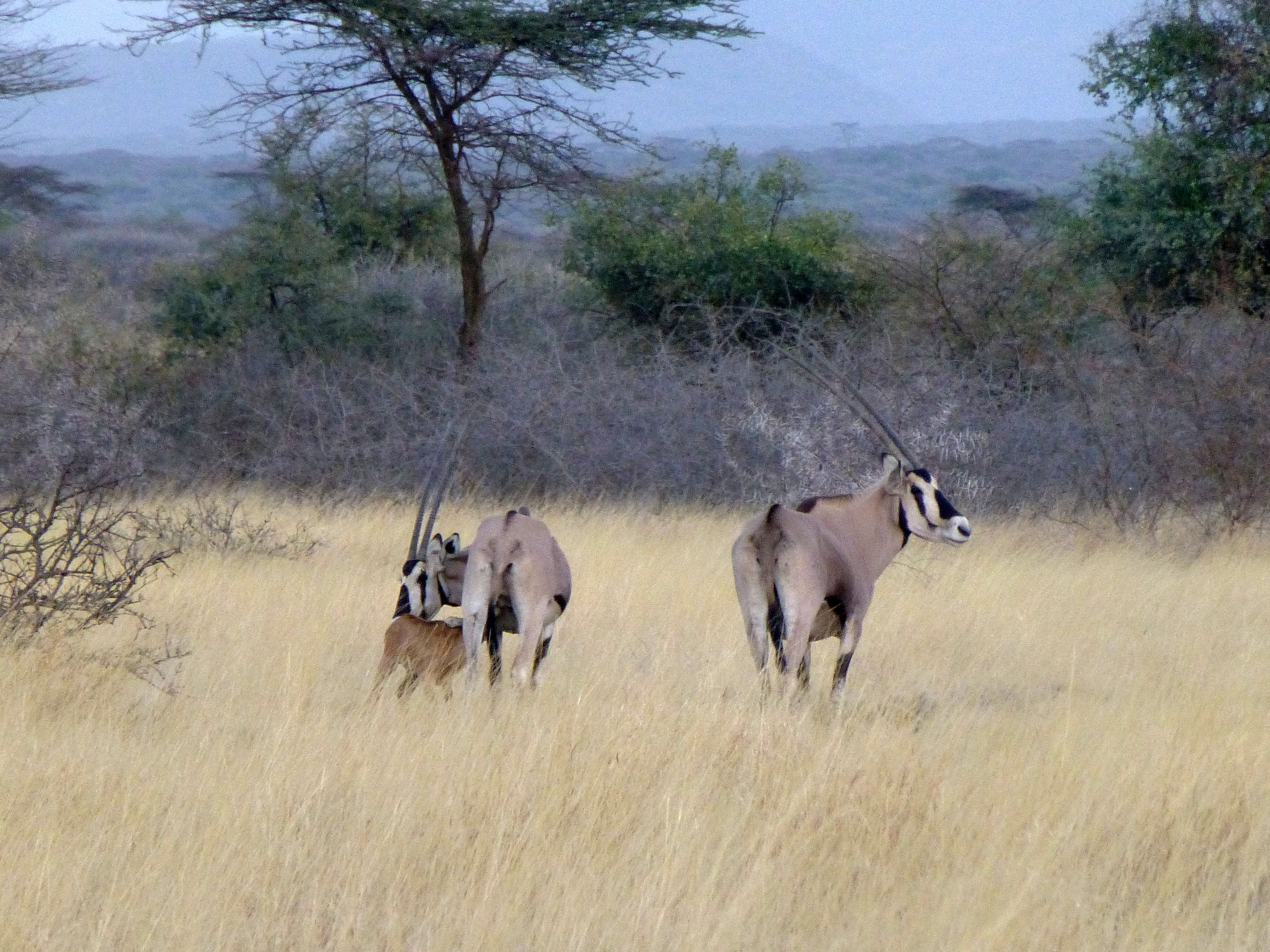
Gazelle nel Parco nazionale di Awash, Etiopia

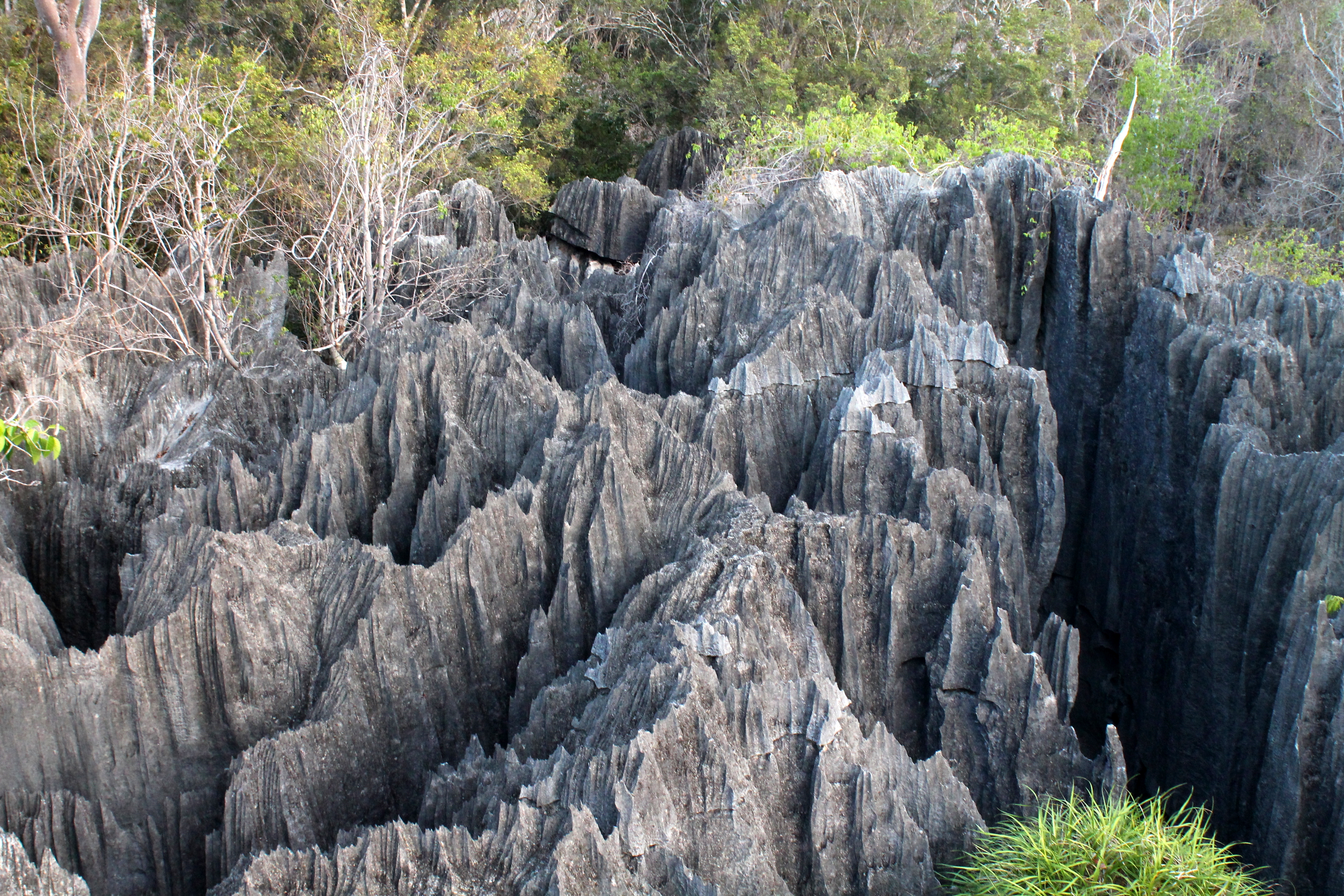
Parco nazionale Tsingy di Bemaraha, Madagascar

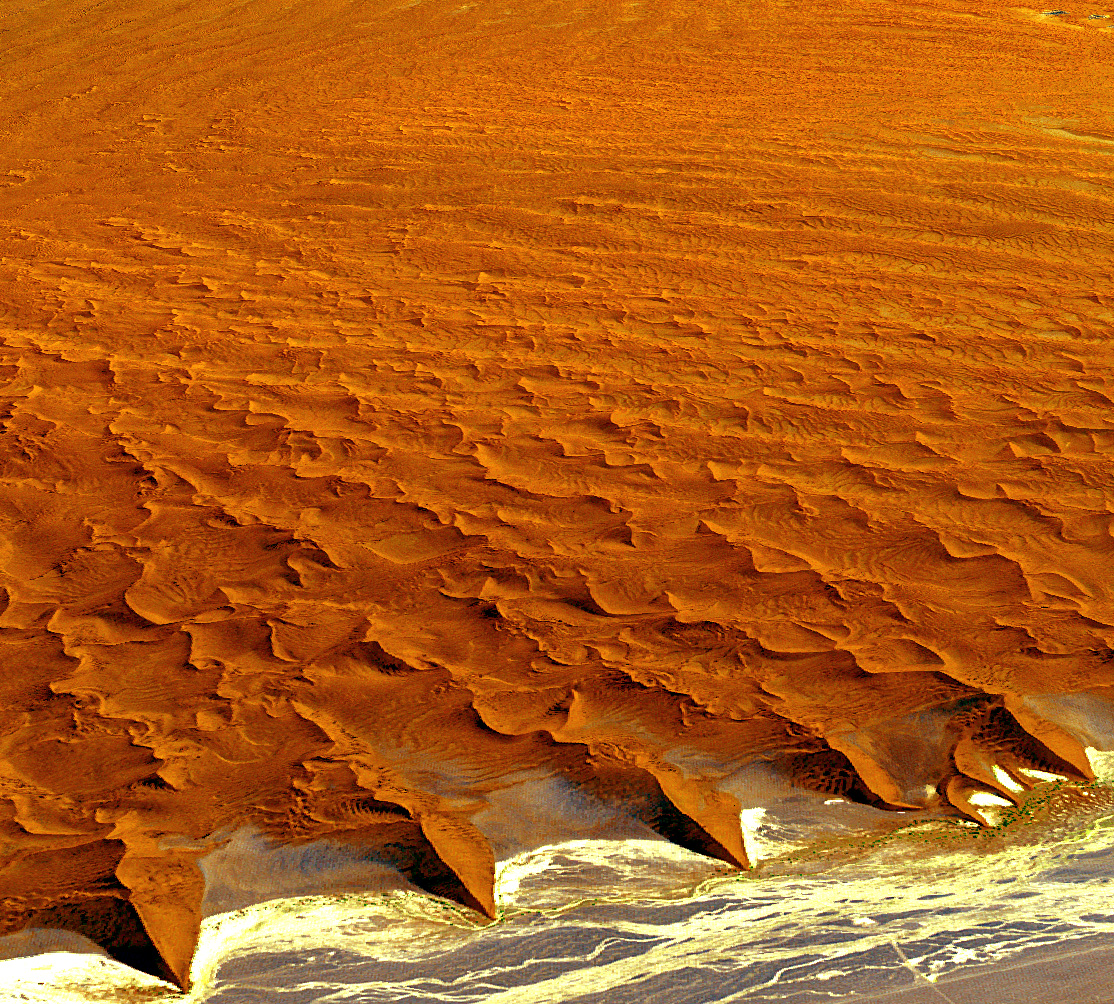
Parco nazionale di Namib-Naukluft, Namibia

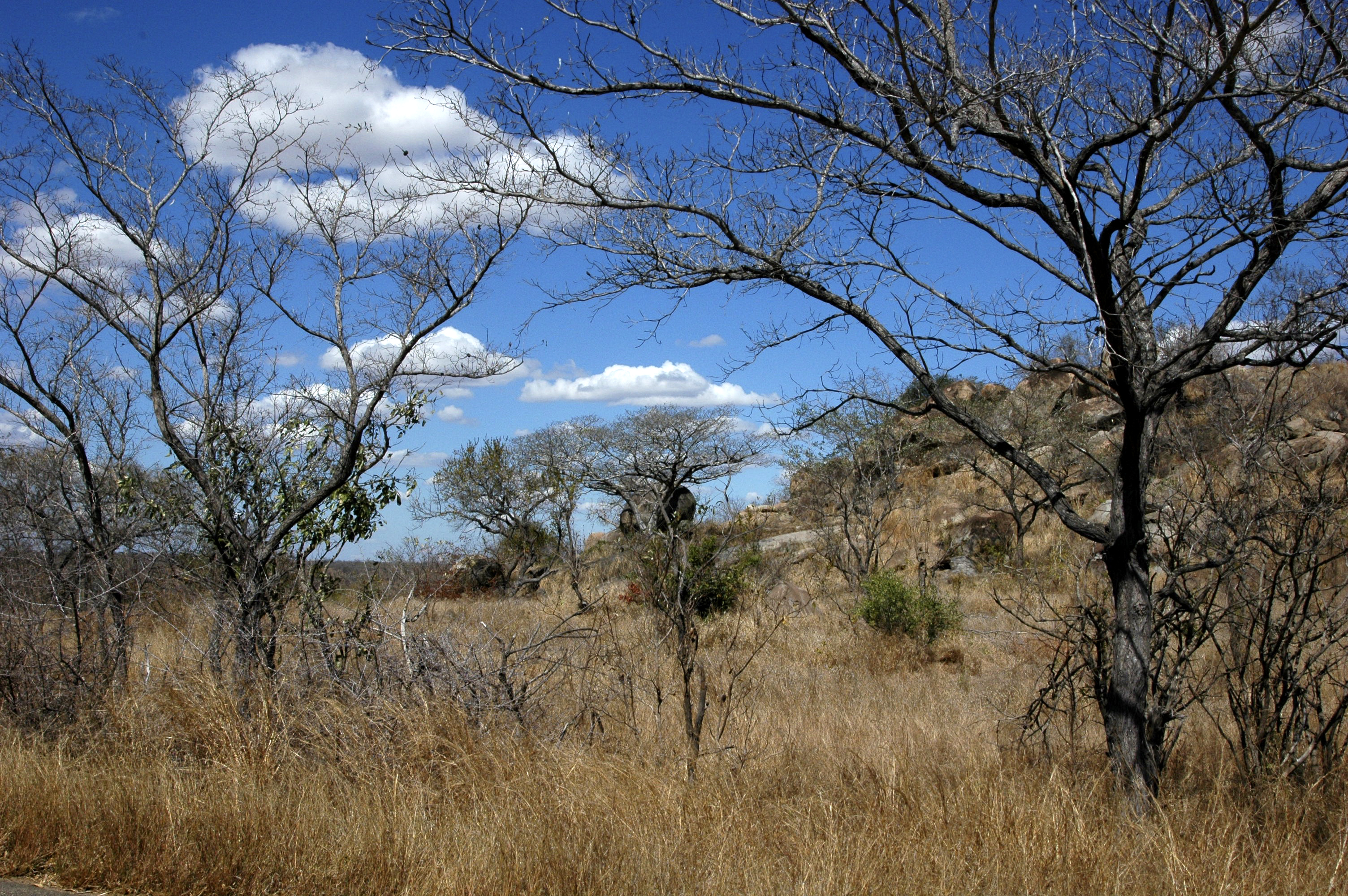
Parco nazionale Kruger, Sudafrica

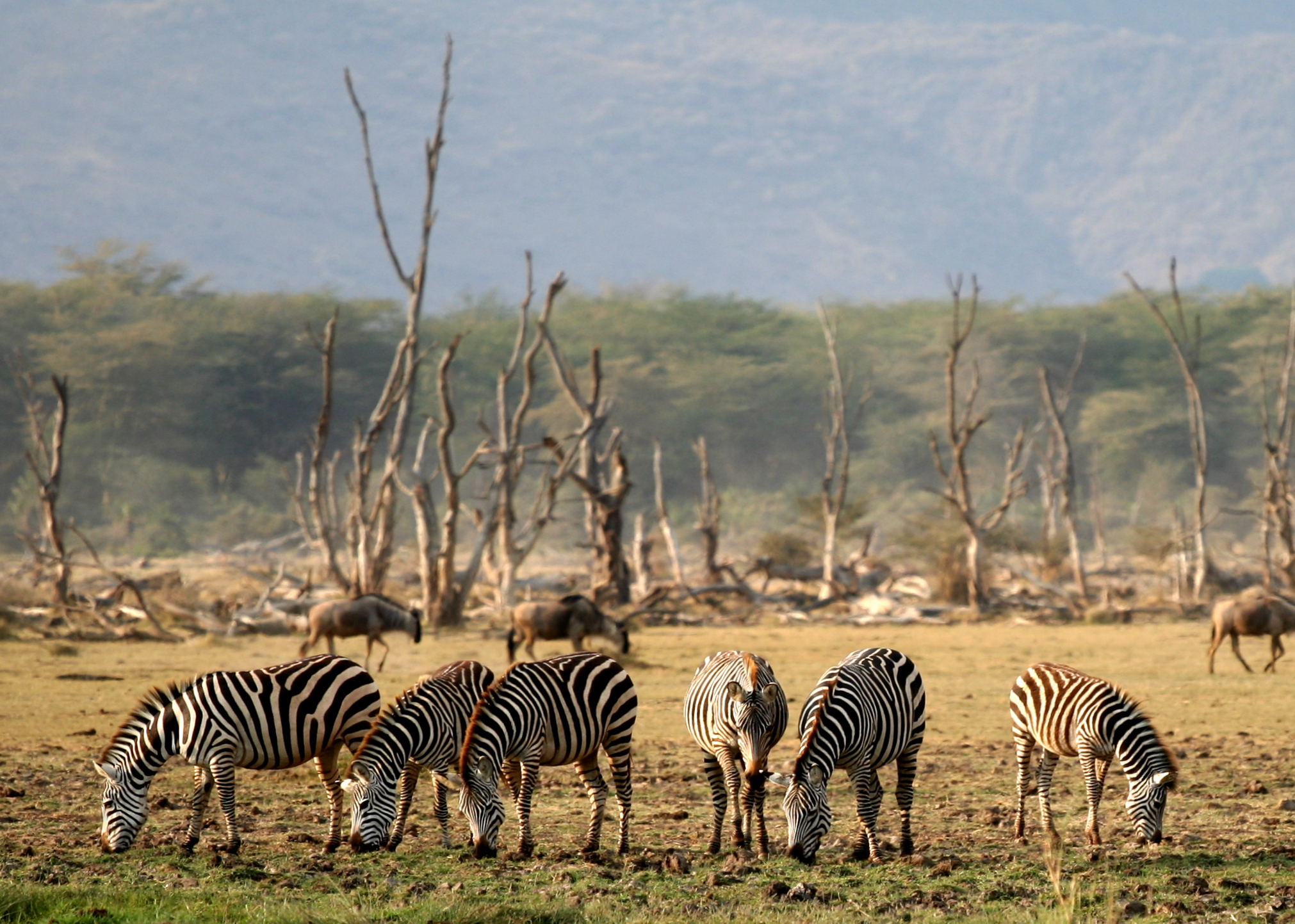
Parco nazionale del lago Manyara, Tanzania

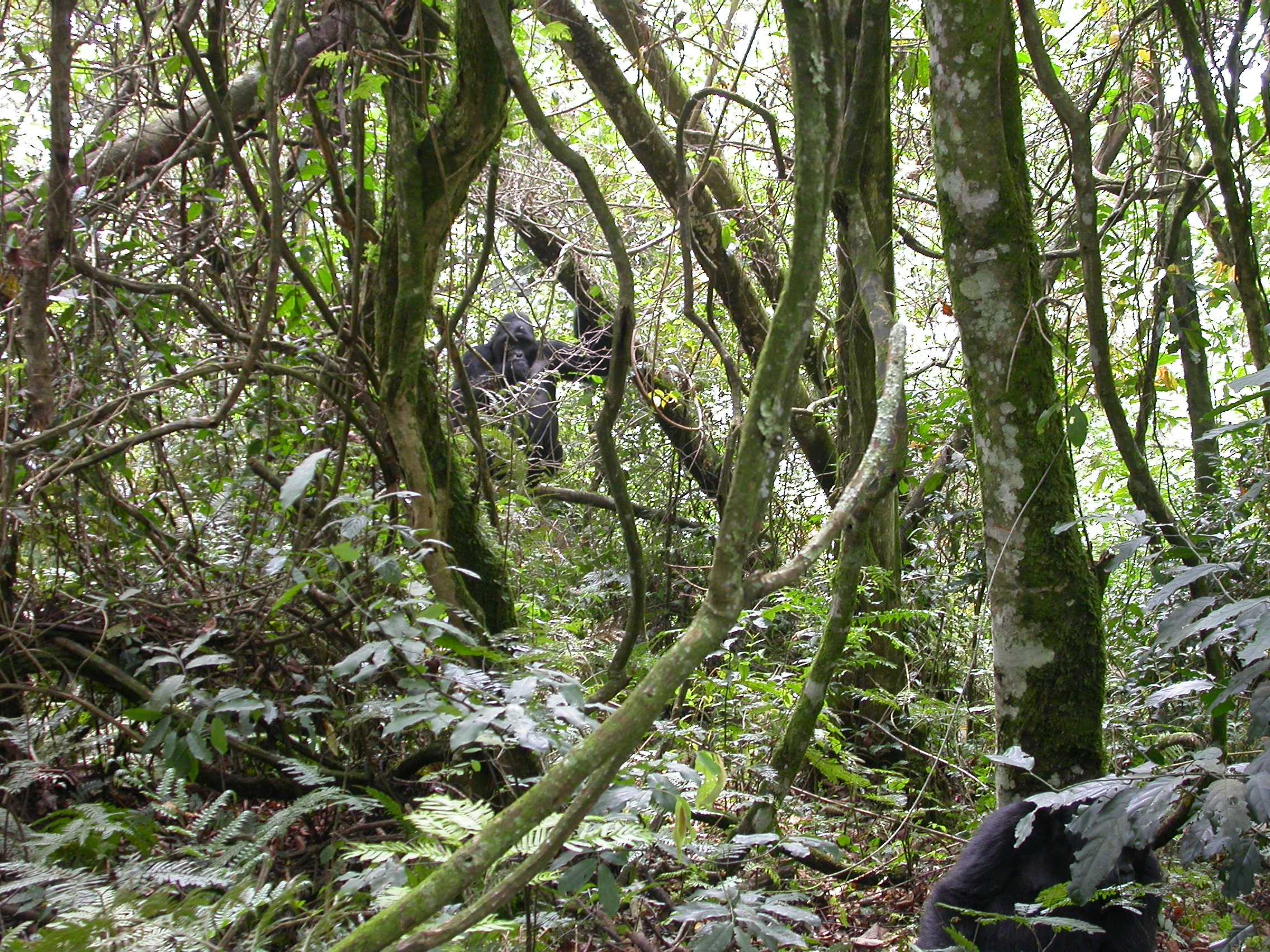
Gorilla di montagna nel Parco nazionale impenetrabile di Bwindi, Uganda

| Paese                            | Parco più vecchio | Numero PN designati | Numero PN WCPA | Superficie totale km² | Percentuale di territorio protetto |
| -------------------------------- | ----------------- | ------------------- | -------------- | --------------------- | ---------------------------------- |
| Algeria                          | 1972              | 9                   | 11             |                       |                                    |
| Angola                           |                   | 8                   | 8              |                       |                                    |
| Benin                            |                   | 2                   | 2              |                       |                                    |
| Botswana                         | 1968              | 4                   | 6              |                       |                                    |
| Burkina Faso                     | 1954              | 3                   | 3              |                       |                                    |
| Burundi                          |                   | 3                   | 0              |                       |                                    |
| Camerun                          |                   |                     | 25             | 17                    |                                    |
| Ciad                             | 1963              | 4                   | 3              |                       |                                    |
| Comore                           |                   | 1                   | 1              |                       |                                    |
| Costa d'Avorio                   | 1953              | 8                   | 8              |                       |                                    |
| Egitto                           | 1983              | 3                   | 2              |                       |                                    |
| Etiopia                          | 1959              | 13                  | 15             |                       |                                    |
| Gabon                            |                   | 13                  | 0              |                       |                                    |
| Gambia                           | 1978              | 3                   | 4              |                       |                                    |
| Ghana                            | 1971              | 8                   | 7              |                       |                                    |
| Guinea                           |                   | 3                   | 1              |                       |                                    |
| Guinea-Bissau                    |                   |                     | 6              | 2                     |                                    |
| Kenya                            | 1946              | 25                  | 36             |                       |                                    |
| Lesotho                          |                   | 2                   | 0              |                       |                                    |
| Liberia                          |                   | 16                  | 0              |                       |                                    |
| Libia                            |                   |                     | 4              | 4                     |                                    |
| Madagascar                       | 1958              | 20                  | 21             |                       |                                    |
| Malawi                           | 1966              | 5                   | 5              |                       |                                    |
| Mali                             |                   | 2                   | 4              |                       |                                    |
| Mauritania                       |                   | 2                   | 2              |                       |                                    |
| Mauritius                        | 1994              | 2                   | 10             |                       |                                    |
| Marocco                          | 1942              | 11                  | 11             |                       |                                    |
| Mozambico                        | 1960              | 6                   | 6              | 40.970                | 5,1%                               |
| Namibia                          | 1907              | 19                  | 9              |                       |                                    |
| Niger                            | 1954              | 1                   | 1              |                       |                                    |
| Nigeria                          | 1979              | 12                  | 8              | 20.156                | 3,0%                               |
| Repubblica Centrafricana         |                   |                     | 5              | 4                     |                                    |
| Repubblica del Congo             |                   | 4                   | 3              |                       |                                    |
| Repubblica Democratica del Congo |                   | 8                   | 9              |                       |                                    |
| Ruanda                           |                   | 3                   | 2              |                       |                                    |
| Senegal                          |                   | 6                   | 6              |                       |                                    |
| Seychelles                       |                   | 2                   | 7              |                       |                                    |
| Sierra Leone                     | 1986              | 8                   | 5              |                       |                                    |
| Somalia                          |                   | 10                  | 0              |                       |                                    |
| Sud Africa                       | 1926              | 22                  | 1              |                       |                                    |
| Sudan                            |                   | 4                   | 3              |                       |                                    |
| Sudan del Sud                    |                   | 10                  | 9              |                       |                                    |
| Swaziland                        |                   | 3                   | 6              |                       |                                    |
| Tanzania                         | 1951              | 16                  | 14             |                       |                                    |
| Togo                             |                   | 3                   | 3              |                       |                                    |
| Tunisia                          |                   | 8                   | 5              |                       |                                    |
| Uganda                           | 1952              | 10                  | 10             |                       |                                    |
| Zambia                           |                   | 19                  | 19             |                       |                                    |
| Zimbabwe                         | 1926              | 11                  | 10             |                       |                                    |

## Asia

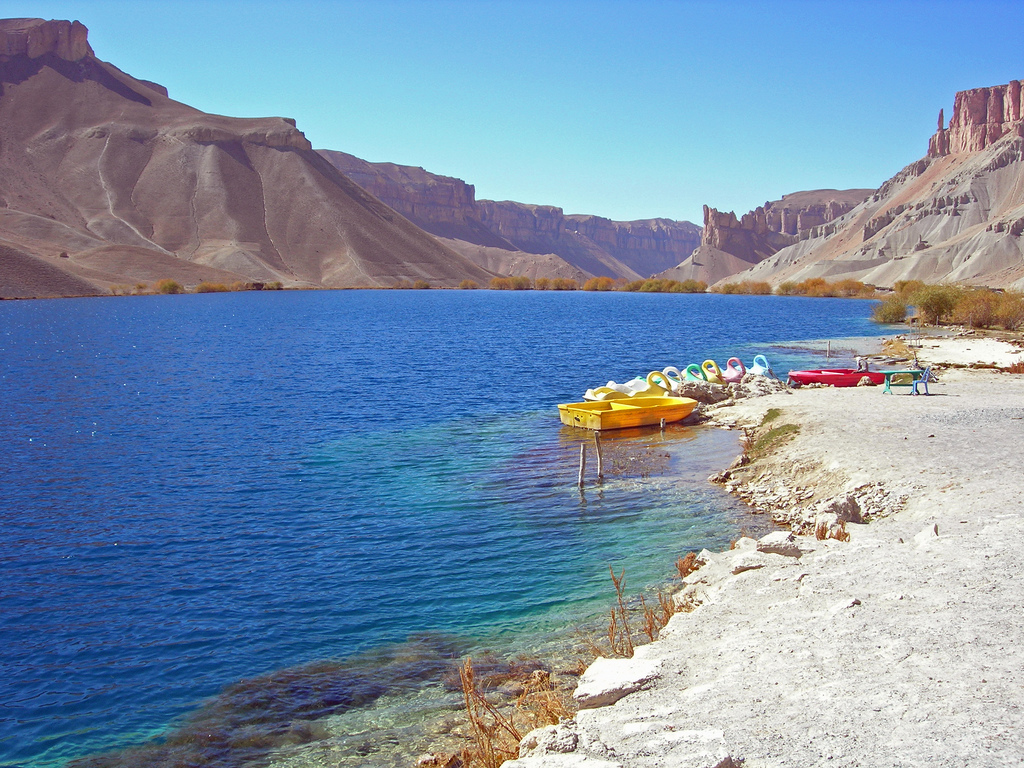
Parco nazionale del lago di Band-e-Amir, Afghanistan.

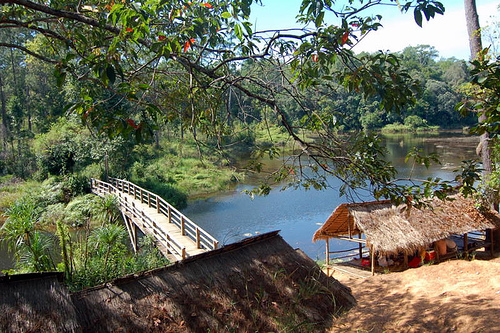
Parco nazionale di Kirirom, Cambogia

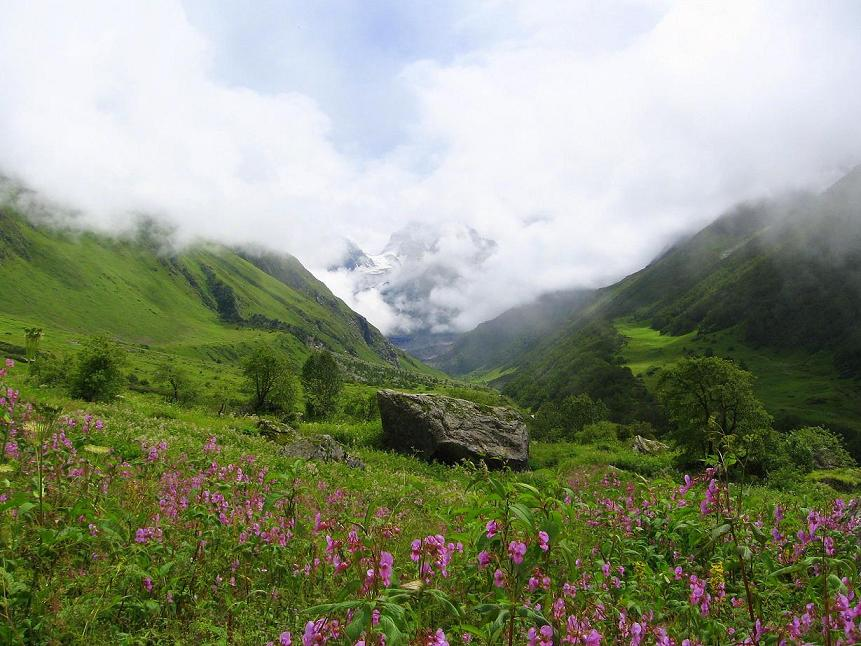
Parco nazionale della Valle dei fiori, Uttarakhand, India

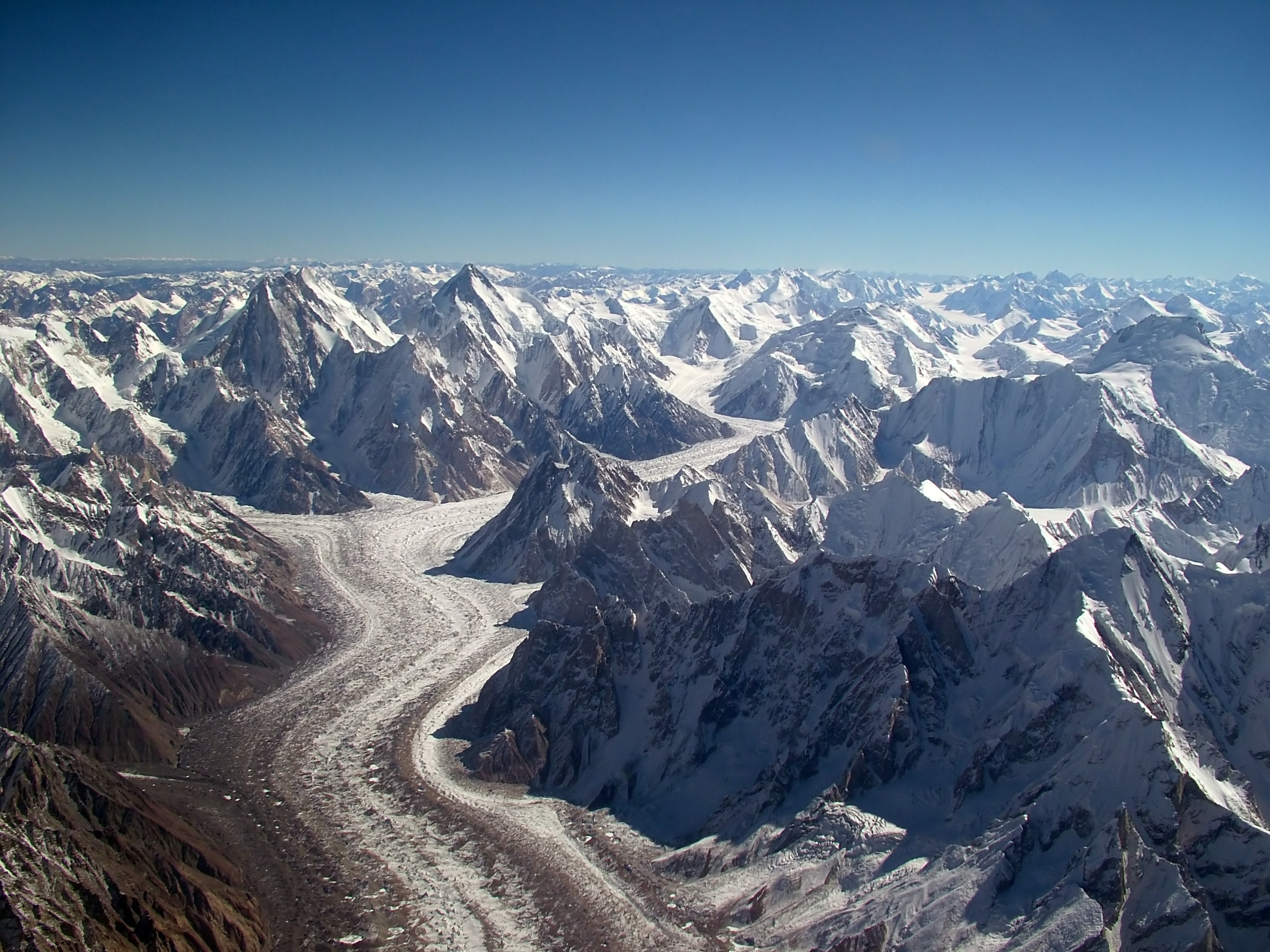
Ghiacciaio del Baltoro nel Parco nazionale del Karakoram centrale, Gilgit–Baltistan, Pakistan

| Paese         | Parco più vecchio | Numero di parchi naz.li | Superficie totale km² | Percentuale di territorio protetto |
| ------------- | ----------------- | ----------------------- | --------------------- | ---------------------------------- |
| Afghanistan   | 2009              | 1                       |                       |                                    |
| Azerbaijan    | 2003              | 9                       |                       |                                    |
| Bhutan        |                   | 4                       | 8.008                 | 20,8%                              |
| Birmania      | 1982              | 9                       | 10.351                | 1,5%                               |
| Cambogia      | 1993              | 7                       | 7.422,50              | 4,1%                               |
| Cina          | 1982              | 208                     |                       |                                    |
| Filippine     | 1933              | 35                      | 1.820                 | 0,6%                               |
| Giappone      | 1934              | 29                      | 20.482                | 5,4%                               |
| India         | 1936              | 102                     | 38.136                | 1,16%                              |
| Indonesia     | 1980              | 50                      | 160.520               | 11,9%                              |
| Iran          | 1974              | 28                      | 19.757                | 1,2%                               |
| Israele       | 1964              | 69                      | 6.400                 | 30%                                |
| Kazakistan    |                   | 10                      |                       |                                    |
| Laos          |                   | 21                      |                       |                                    |
| Malesia       |                   | 4                       | 7.422,5               | 4,1%                               |
| Mongolia      | 1965              | 24                      |                       |                                    |
| Nepal         |                   | 10                      |                       |                                    |
| Pakistan      | 1972              | 25                      |                       |                                    |
| Russia        | 1983              | 41                      | 71.700                | < 1%                               |
| Corea del Sud | 1967              | 21                      | 6.656                 | 6,67%                              |
| Sri Lanka     | 1938              | 22                      |                       |                                    |
| Taiwan        | 1984              | 9                       | 3.104                 | 8,6%                               |
| Thailandia    | 1961              | 138                     | 61.413                | 11,96%                             |
| Turchia       | 1958              | 41                      | 8.481                 | 1%                                 |
| Vietnam       | 1962              | 30                      |                       |                                    |

## Europa

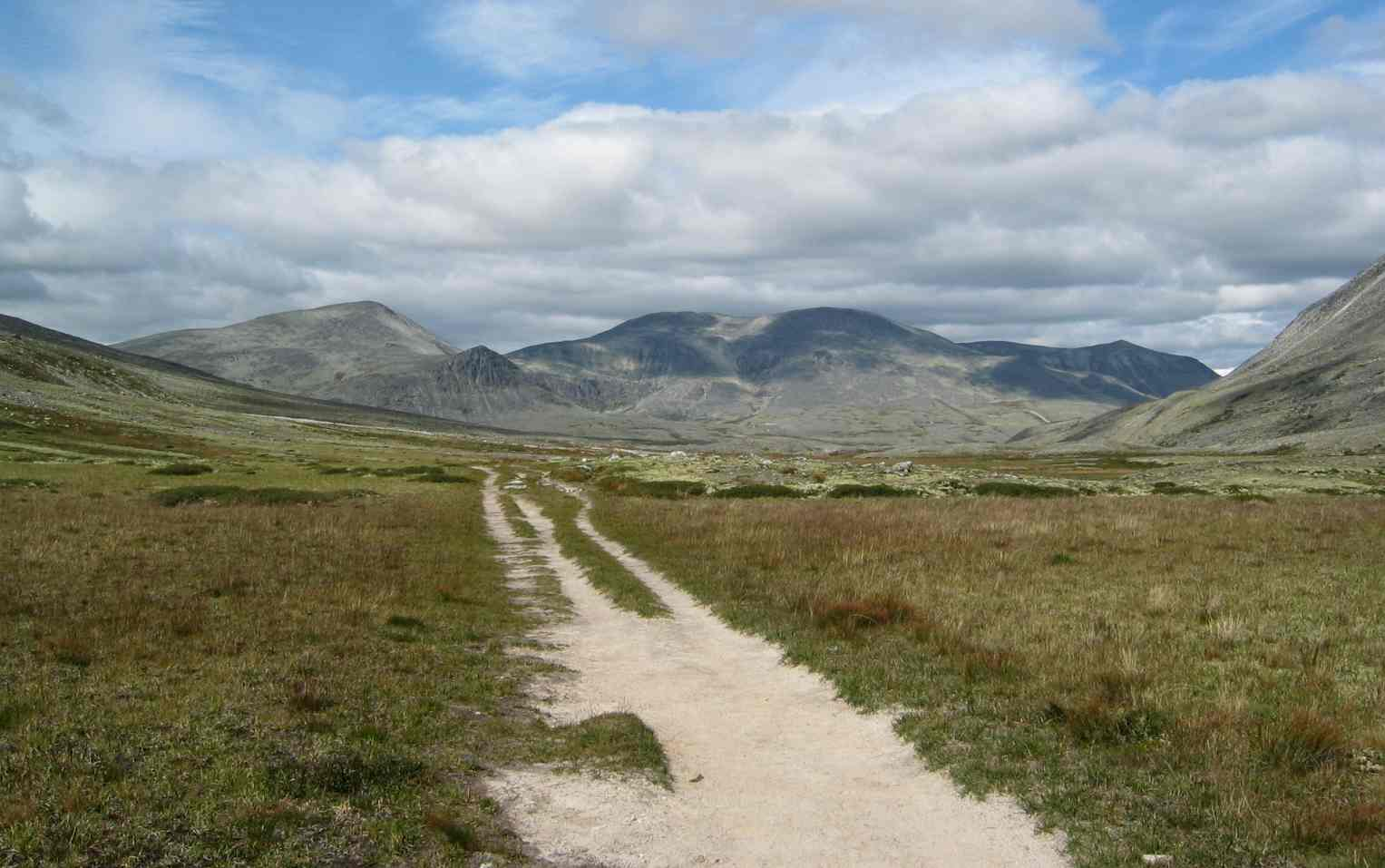
Parco nazionale di Rondane, Norvegia

| Paese                | Parco più vecchio | Numero di parchi naz.li | Superficie totale km² | Percentuale di territorio protetto |
| -------------------- | ----------------- | ----------------------- | --------------------- | ---------------------------------- |
| Albania              | 1966              | 14                      | 1.177                 | 4,1%                               |
| Austria              | 1981              | 7                       | 2.521                 | 3,0%                               |
| Bielorussia          | 1939              | 4                       | 2.222                 | 1,0%                               |
| Belgio               | 2006              | 1                       | 57                    | 0,2%                               |
| Bosnia ed Erzegovina | 1965              | 3                       | 404                   | 0,8%                               |
| Bulgaria             | 1963              | 3                       | 1.930                 | 1,8%                               |
| Croazia              | 1949              | 8                       | 994                   | 1,8%                               |
| Repubblica Ceca      | 1963              | 4                       | 1.190                 | 1,5%                               |
| Danimarca            | 1974              | 3*                      | 1.889                 | 4,38% (senza Groenlandia)          |
| Estonia              | 1971              | 5                       | 1.927                 | 4,3%                               |
| Finlandia            | 1956              | 37                      | 8.873                 | 2,7%                               |
| Francia              | 1963              | 10                      | 60.728                | 9,5%                               |
| Georgia              | 1946              | 9                       | 5.111                 | 7,0%                               |
| Germania             | 1970              | 15                      | 10.395                | 2,7%                               |
| Grecia               | 1938              | 10                      | 6.960                 | 3,6%                               |
| Irlanda              | 1932              | 6                       | 590                   | 0,8%                               |
| Islanda              | 1928              | 3                       | 12.407                | 12,1%                              |
| Italia               | 1922              | 25                      | 15.000                | 5,0%                               |
| Kazakistan           | 1985              | 10                      | 18.876                | 0,7%                               |
| Lettonia             | 1973              | 4                       | 2.065                 | 3,2%                               |
| Lituania             | 1974              | 5                       | 1.554                 | 2,4%                               |
| Macedonia            | 1948              | 3                       | 974                   | 3,8%                               |
| Malta                | 2007              | 1                       | 2,5                   | 0,69%                              |
| Montenegro           | 1952              | 5                       | 1.096                 | 7,9%                               |
| Paesi Bassi          | 1930              | 20                      | 1.251                 | 3,0%                               |
| Norvegia             | 1962              | 36                      | 24.060                | 6,3%                               |
| Polonia              | 1932              | 23                      | 3.149                 | 1,0%                               |
| Portogallo           | 1971              | 1                       | 702                   | 0,8%                               |
| Regno Unito          | 1951              | 15                      | 19.989                | 8,2% (in aumento nel 2016)         |
| Romania              | 1935              | 14                      | 12.360                | 5,18%                              |
| Russia               | 1983              | 40                      | 73.000                | 0,4%                               |
| Serbia               | 1974              | 5                       | 1.775                 | 2,3%                               |
| Slovacchia           | 1949              | 9                       | 3.690                 | 7,5%                               |
| Slovenia             | 1961              | 1                       | 838                   | 4,1%                               |
| Spagna               | 1918              | 15                      | 3.787                 | 0,8%                               |
| Svezia               | 1909              | 29                      | 7.199                 | 1,6%                               |
| Svizzera             | 1914              | 1                       | 170                   | 0,4%                               |
| Turchia              | 1958              | 40                      | 8.481                 | 1,0%                               |
| Ucraina              | 1980              | 17                      | 7.020                 | 1,2%                               |
| Ungheria             | 1972              | 10                      | 4.819                 | 5,2%                               |

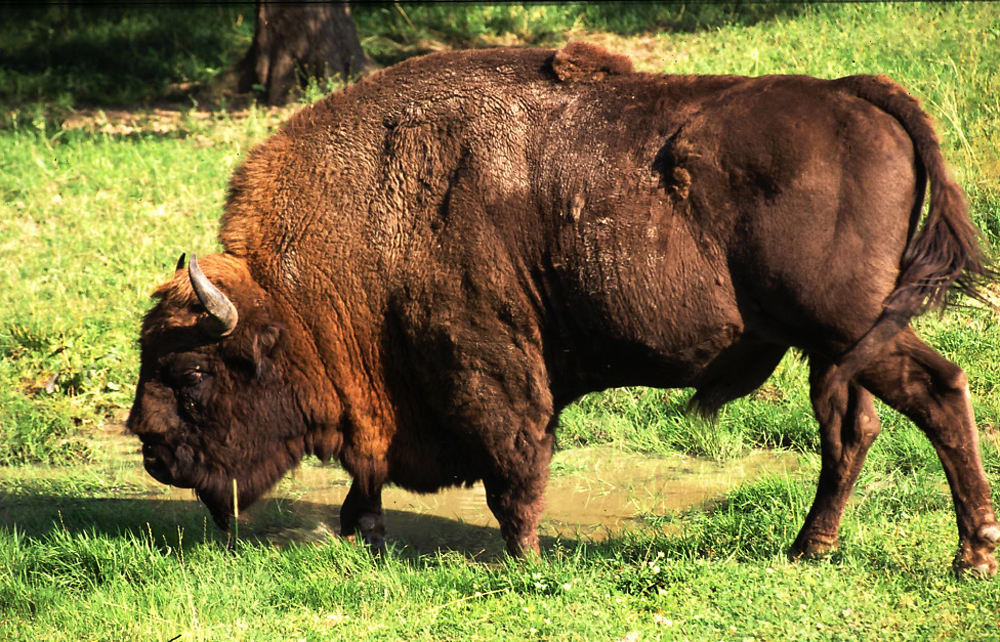
Un bisonte della foresta di Białowieża, Polonia

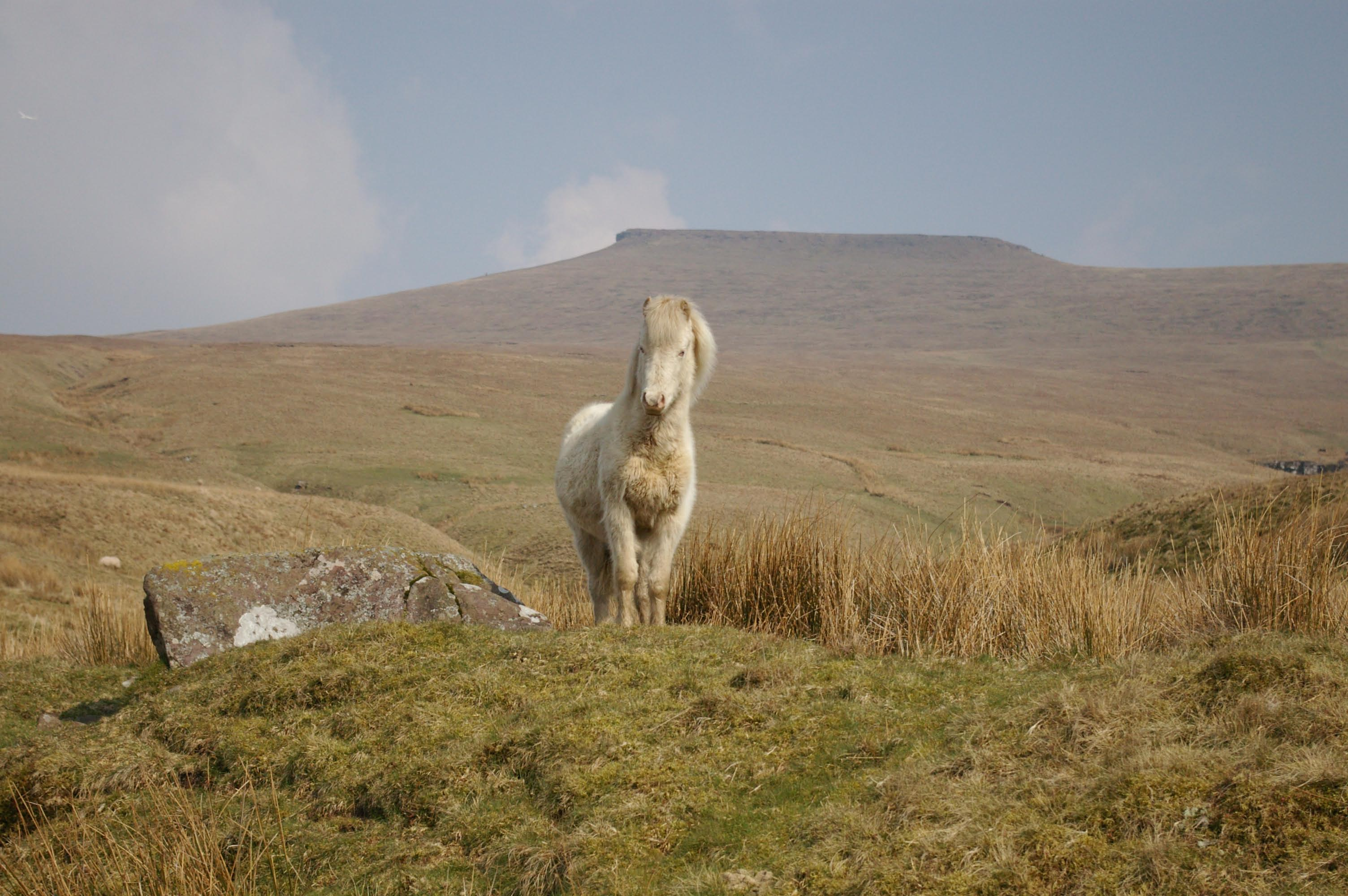
Un Welsh Mountain Pony nel Parco nazionale di Brecon Beacons, Galles

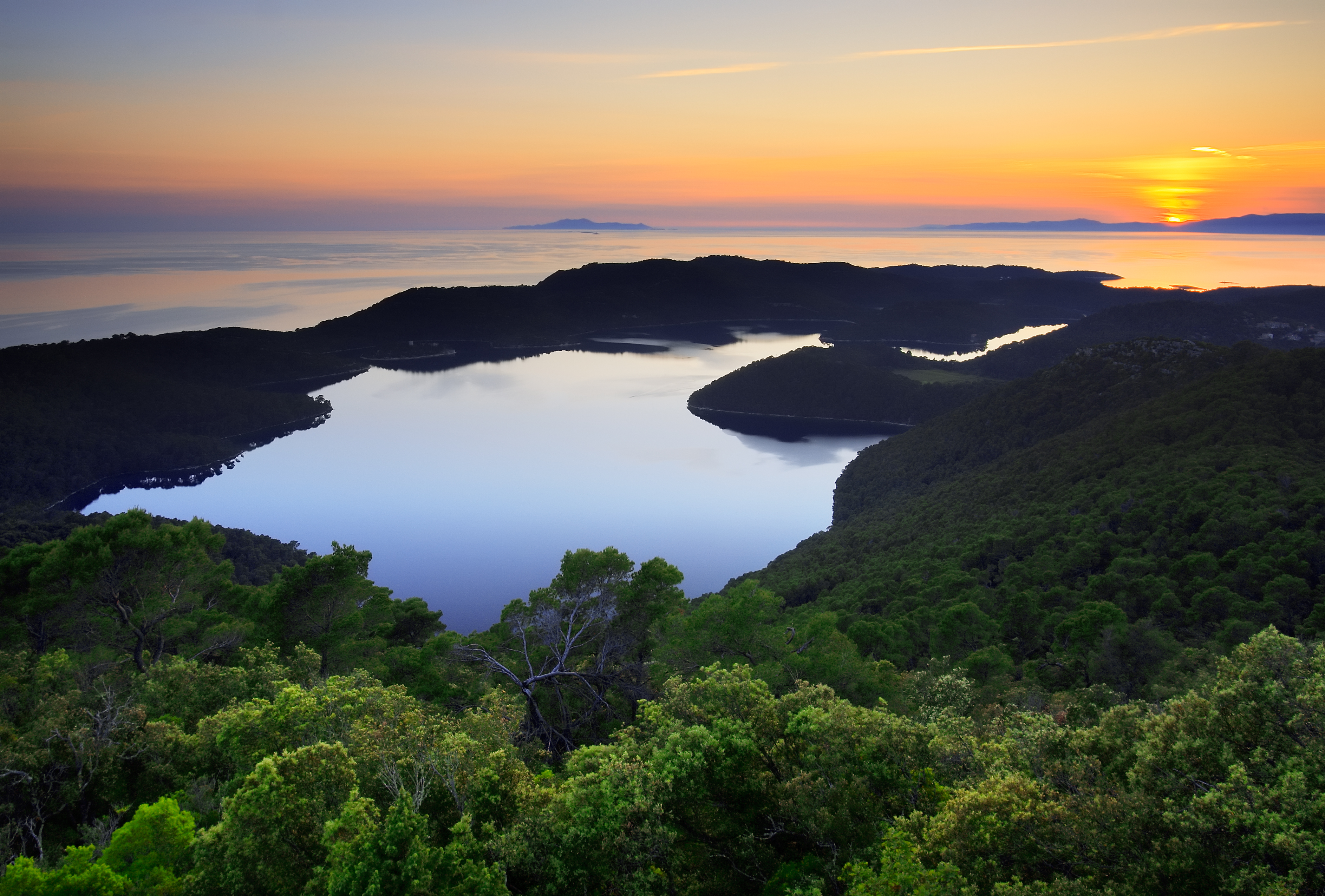
Tramonto sui laghi del Parco nazionale di Meleda, Croazia

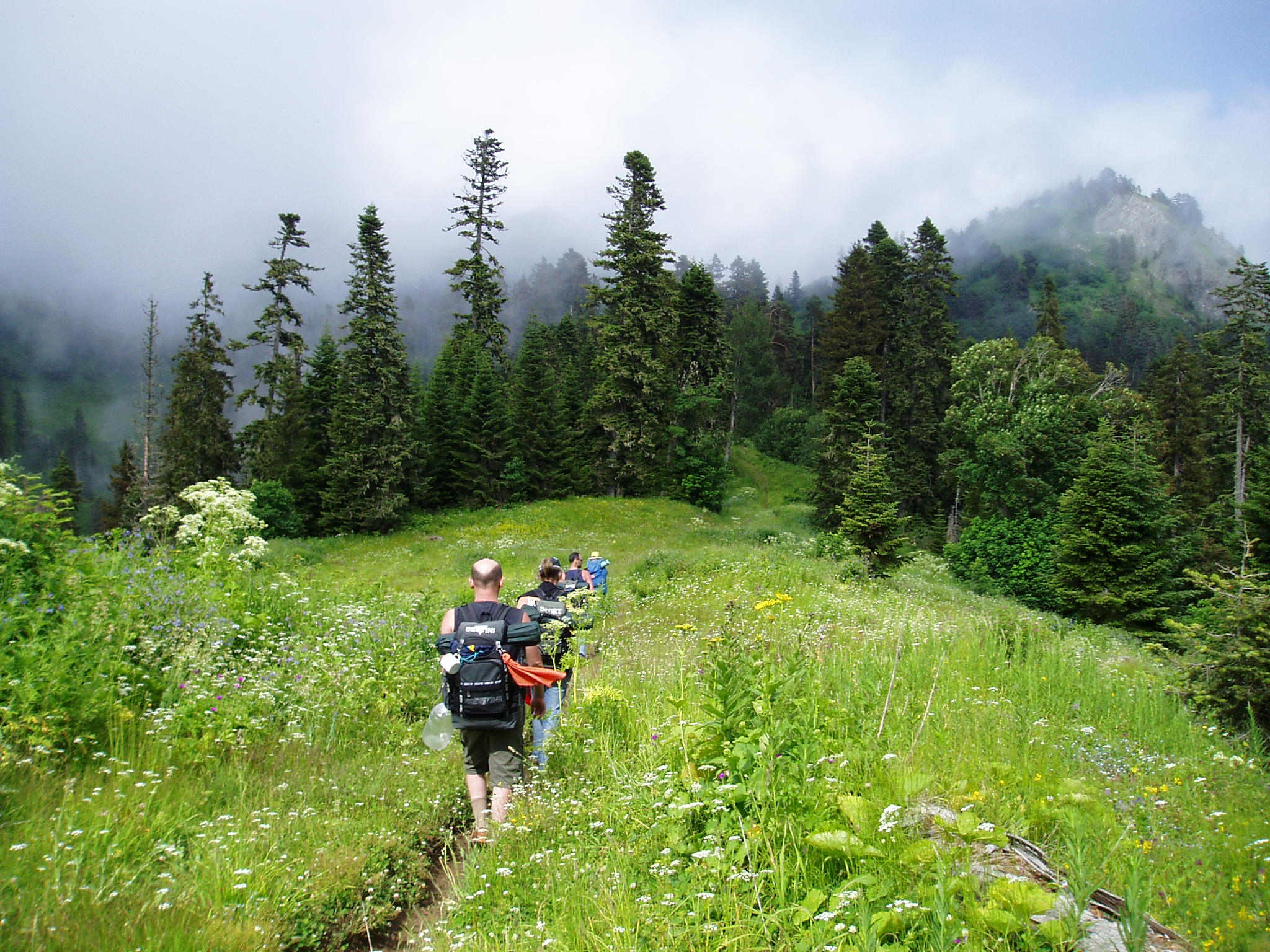
Parco nazionale di Borjomi in Georgia, uno dei più grandi in Europa

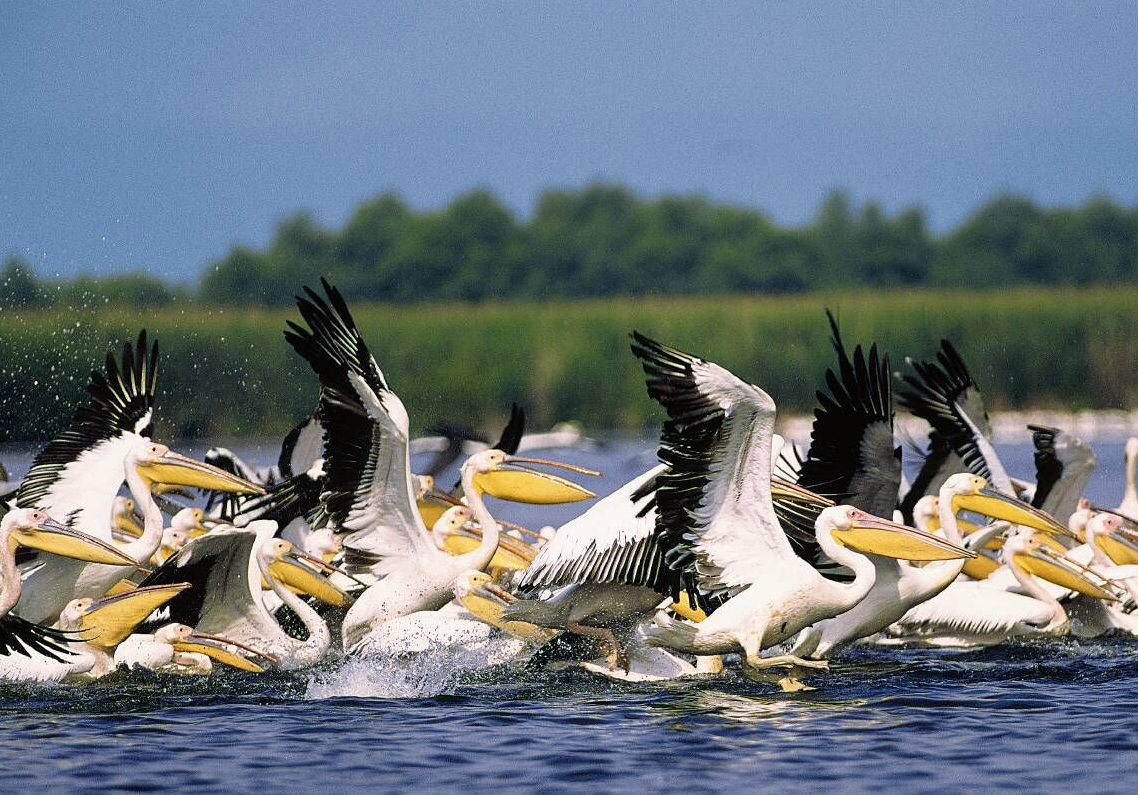
Pelicani nel Delta del Danubio, in Romania

*Riferito solo alla parte europea della Danimarca. Per l'unico parco della Groenlandia, vedi Parco nazionale della Groenlandia nordorientale, istituito nel 1974, il più grande parco nazionale del mondo con 972.000 km² (44,8% della superficie della Groenlandia).

## America settentrionale e centrale

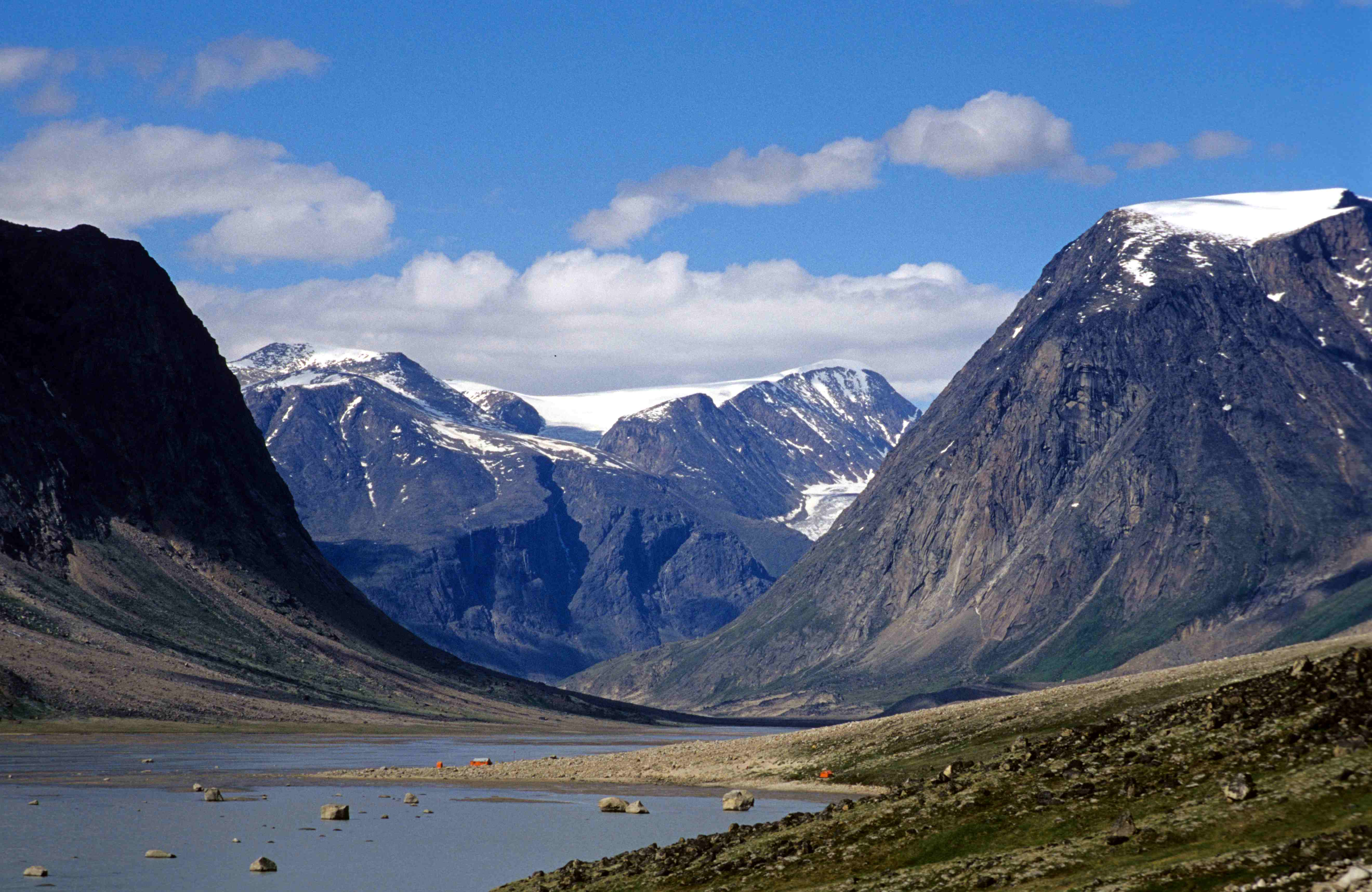
Parco nazionale di Auyuittuq, Canada

| Paese                 | Parco più vecchio | Numero di parchi naz.li | Superficie totale km² | Percentuale di territorio protetto |
| --------------------- | ----------------- | ----------------------- | --------------------- | ---------------------------------- |
| Bahamas               |                   | 27                      |                       |                                    |
| Belize                | 1986              | 56                      | 8.867                 | 38%                                |
| Canada                | 1885              | 43                      | 377.000               | 3,78%                              |
| Costa Rica            | 1955              | 26                      | 12.913                | 25,1%                              |
| Dominica              | 1975              | 3                       | 107                   | 7,01%                              |
| Repubblica Dominicana | 1956              | 12                      |                       |                                    |
| Guatemala             | 1955              | 22                      |                       |                                    |
| Haiti                 | 1983              | 2                       | 88                    | 0,31%                              |
| Messico               | 1917              | 67                      | 14.320                | 0,73%                              |
| Nicaragua             |                   | 2                       |                       |                                    |
| Panama                | 1976              | 15                      |                       |                                    |
| Stati Uniti d'America | 1872              | 59                      | 210.000               | 2,18%                              |

## America del sud

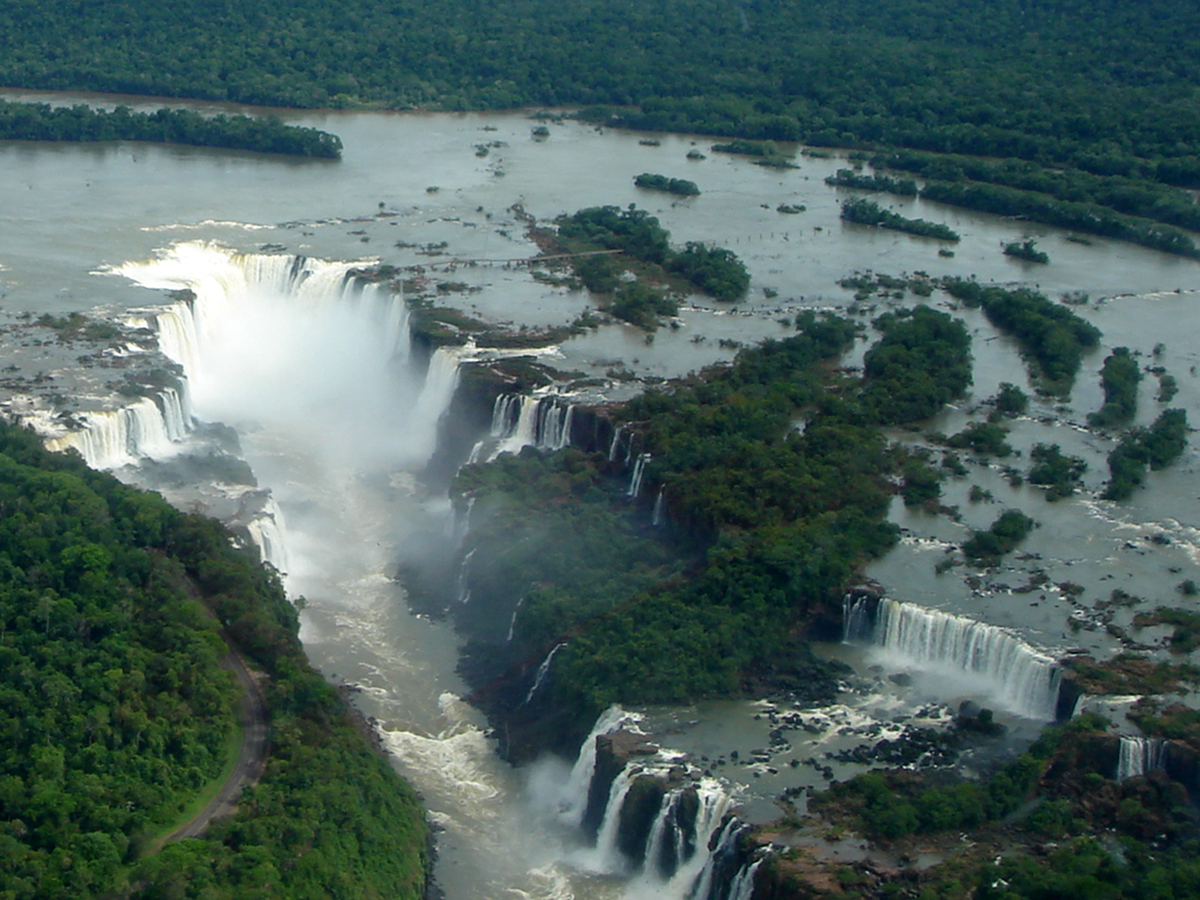
Parco nazionale dell'Iguazú, Argentina.

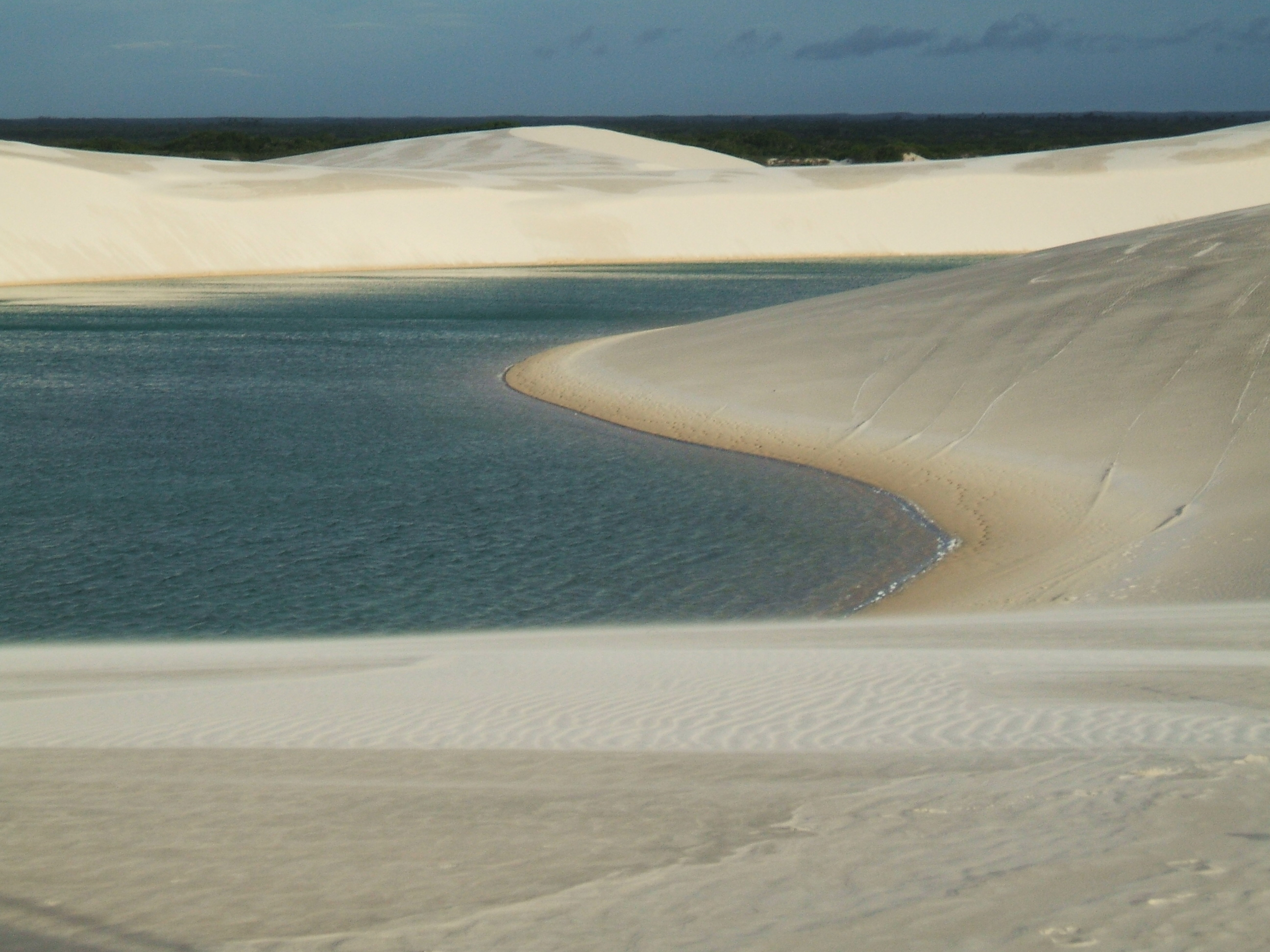
Parco nazionale dei Lençóis Maranhenses, Brasile

| Paese     | Parco più vecchio | Numero PN designati | Numero PN WCPA | Superficie totale km² | Percentuale di territorio protetto |
| --------- | ----------------- | ------------------- | -------------- | --------------------- | ---------------------------------- |
| Argentina | 1934              | 33                  | 77             |                       |                                    |
| Bolivia   | 1939              | 13                  | 0              |                       |                                    |
| Brasile   | 1937              |                     | 204            |                       |                                    |
| Cile      | 1926              | 36                  | 35             |                       |                                    |
| Colombia  | 1960              | 43                  | 79             |                       |                                    |
| Ecuador   | 1959              | 11                  | 0              | 34.733                | 12,2%                              |
| Guyana    | 1929              | 1                   | 1              |                       |                                    |
| Paraguay  | 1966              | 16                  | 11             |                       |                                    |
| Perù      | 1961              | 13                  | 12             |                       |                                    |
| Uruguay   | 1916              | 6                   | 4              |                       |                                    |
| Venezuela | 1937              | 43                  | 46             | 199.418               | 21,76%                             |

## Oceania

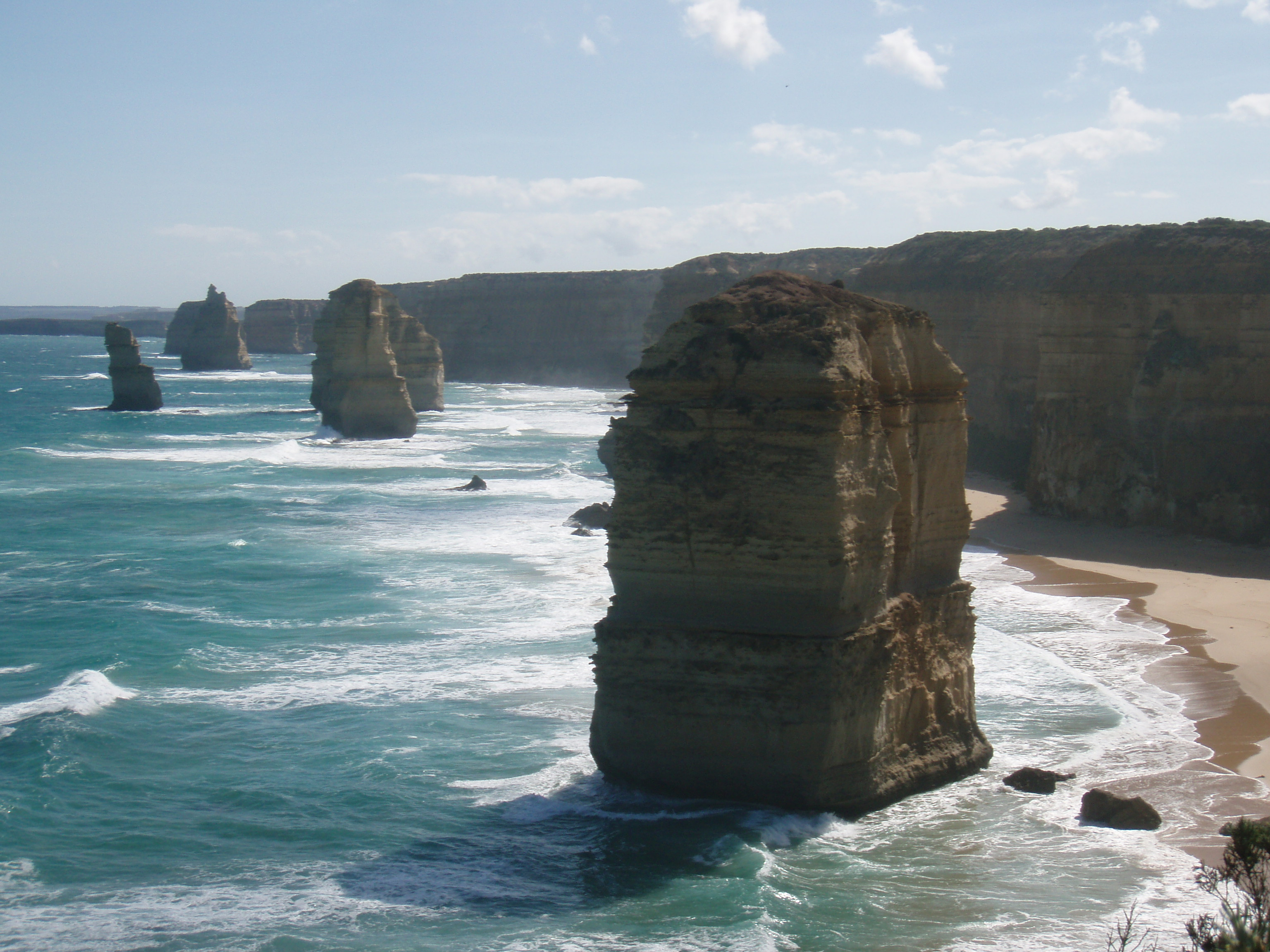
I Dodici Apostoli nel Parco nazionale Port Campbell, Victoria, Australia.

| Paese         | Parco più vecchio | Numero PN designati | Numero PN WCPA | Superficie totale km² | Percentuale di territorio protetto |
| ------------- | ----------------- | ------------------- | -------------- | --------------------- | ---------------------------------- |
| Australia     | 1879              | 696                 | 1167           |                       |                                    |
| Fiji          |                   | 1                   | 10             |                       |                                    |
| Nuova Zelanda | 1887              | 14                  | 14             |                       |                                    |

Hawaii: vedi Stati Uniti d'America
Isola di Pasqua: vedi Cile